# Андерсон, Олекс
Олекс Андерсон (англ. Oalex Anderson; 11 ноября 1995, Барруалли, Сент-Винсент и Гренадины) — сент-винсентский футболист, нападающий американского клуба «Норт Каролина» и сборной Сент-Винсента и Гренадин.

## Биография

### Клубная карьера
В начале карьеры выступал за команды «Систем 3» (Сент-Винсент и Гренадины) и «Дженнингс Гринейдс» (Антигуа и Барбуда).
В 2015 году Андерсон присоединился к американскому клубу «Сиэтл Саундерс 2», фарм-клубу франшизы MLS «Сиэтл Саундерс» в USL, где главным тренером был его соотечественник Эзра Хендриксон. За «Саундерс 2» дебютировал 11 апреля 2015 года в матче против «Портленд Тимберс 2», выйдя на замену на 86-й минуте вместо Андреса Корреи. Контракт с «Сиэтл Саундерс 2» подписал 17 апреля 2015 года. 15 мая 2015 года в матче против «ОКС Энерджи» забил свой первый гол за «Саундерс 2». 4 декабря 2015 года «Саундерс 2» продлил контракт с Андерсоном на сезон 2016.
1 марта 2016 года Андерсон подписал контракт с первой командой «Сиэтл Саундерс». В MLS дебютировал 6 марта 2016 года в матче стартового тура сезона против «Спортинга Канзас-Сити», заменив в конце второго тайма Джордана Морриса. Всего провёл 15 матчей в регулярном сезоне MLS. Стал обладателем Кубка MLS, хотя в плей-офф не играл. По окончании сезона 2016 «Сиэтл Саундерс» не стал продлевать контракт с Андерсоном.
После 2016 года игрок взял перерыв в карьере и вернулся в футбол только в 2019 году.
31 августа 2020 года подписал контракт с клубом Лиги один ЮСЛ «Ричмонд Кикерс». Дебютировал за «Кикерс» 3 октября 2020 года в матче против «Нью-Инглэнд Революшн II». 21 октября 2020 года в матче против «Орландо Сити B» забил свой первый гол за «Кикерс».
18 января 2022 года подписал контракт с клубом «Норт Каролина» на сезон 2022. За «Норт Каролину» дебютировал 2 апреля 2022 года в матче стартового тура сезона против «Саут Джорджия Торменты», отметившись голевой передачей. 30 апреля 2022 года в матче против «Нортерн Колорадо Хэйлсторма» забил свой первый гол за «Норт Каролину».

### Карьера в сборной
Дебютировал за сборную Сент-Винсента и Гренадин 7 февраля 2014 года в товарищеском матче со сборной Доминики. Принимал участие в отборочном турнире Карибского кубка 2014, квалификациях чемпионата мира 2018 и чемпионата мира 2022, а также в лиге «B» Лиги наций КОНКАКАФ 2019/20.

## Достижения
«Сиэтл Саундерс»
- Чемпион MLS: 2016